# Paul Frieden
Paul Frieden (ur. 25 maja 1925 w Luksemburgu, zm. 25 lipca 2012 tamże) – luksemburski lekkoatleta, długodystansowiec.
Podczas igrzysk olimpijskich w Londynie (1948) odpadł w eliminacjach na 3000 metrów z przeszkodami. W tej samej konkurencji zajął 16. miejsce na mistrzostwach Europy (1950). Podczas igrzysk olimpijskich w Helsinkach (1952) odpadł w eliminacjach na 5000 metrów.

## Rekordy życiowe
- bieg na 5000 metrów – 14:36,2 (1955)